# Vanwall

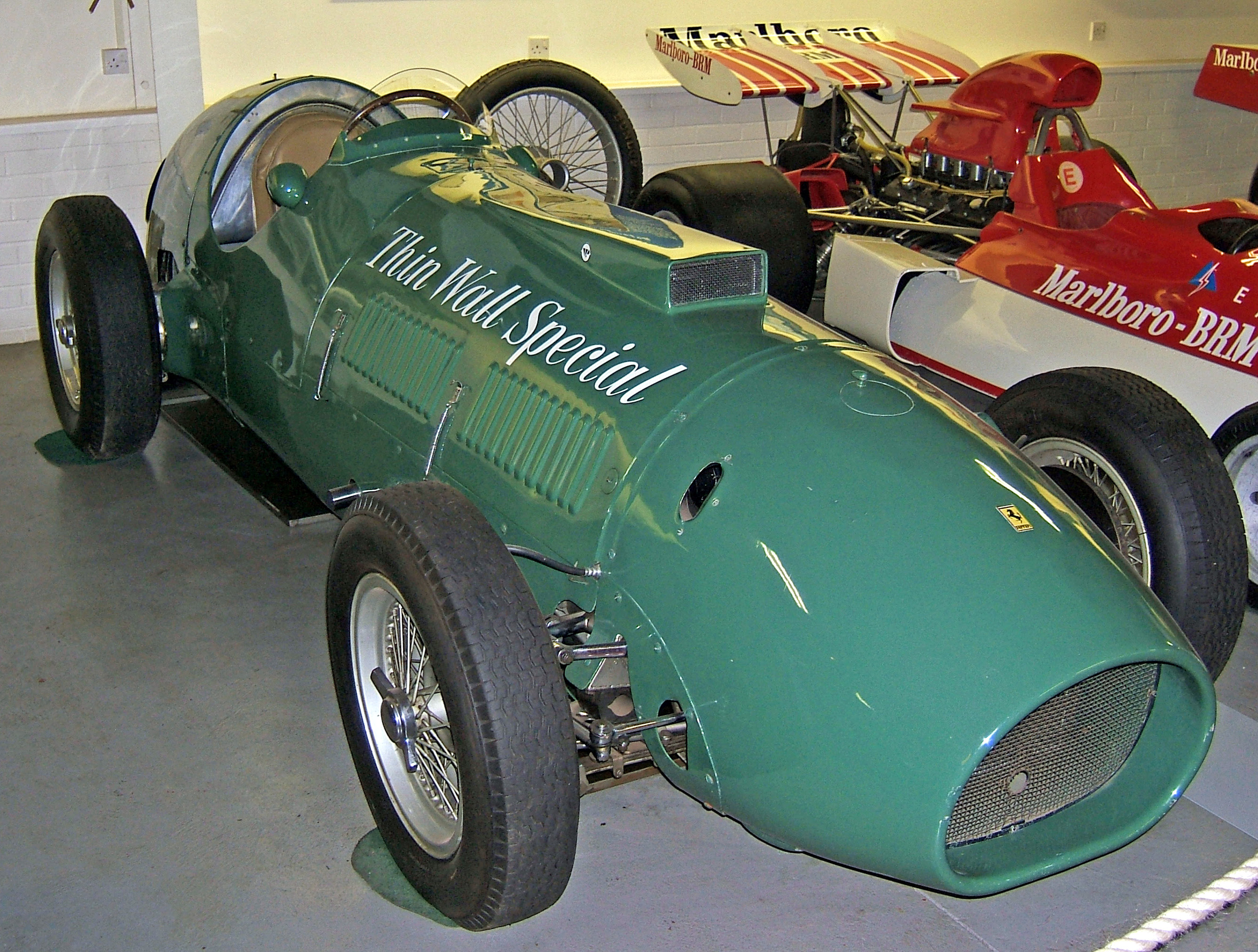
Thinwall Special (-)

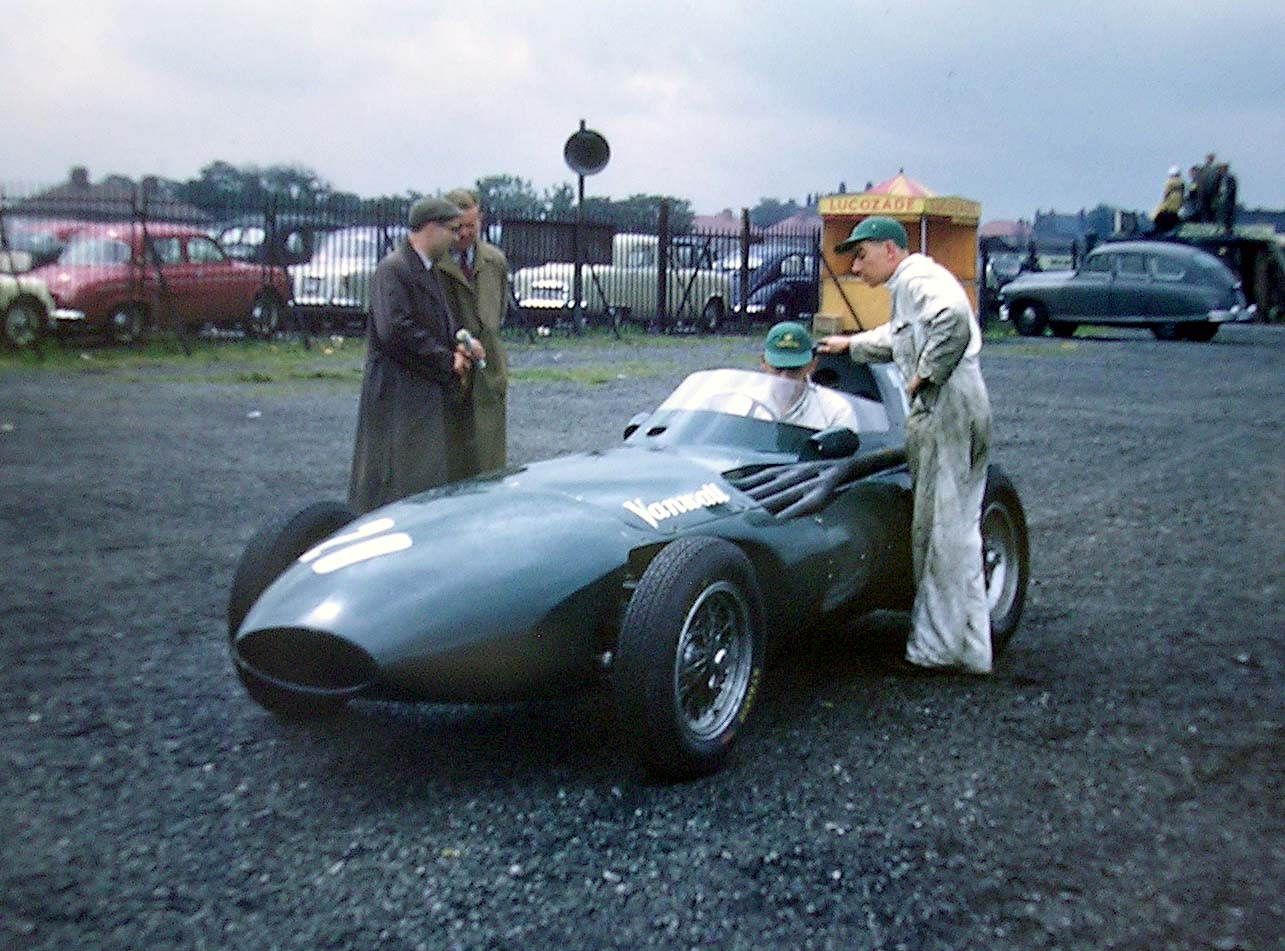
Vanwall VW5 al Gran Premio di Gran Bretagna 1957

La Vanwall fu una scuderia automobilistica britannica degli anni cinquanta del XX secolo, attiva nella Formula 1. Il nome Vanwall è una parola macedonia tra il cognome del proprietario della scuderia, Tony Vandervell, e quello del suo marchio di bronzine Thinwall Bearing, prodotte nello stabilimento Vanderwell Acton a Londra.

## La storia
Grande appassionato di corse automobilistiche, Tony Vandervell fu uno dei primi sostenitori della British Racing Motors, meglio conosciuta come BRM.
Nel 1951 acquistò una Ferrari 375 F1, resa inutilizzabile nel Campionato di F1 dal nuovo regolamento, modificandola e per impiegarla in gare di Formula Libera sotto il nome "Thinwall Special".
La leggenda vuole che la Vanwall nacque in seguito a un contrasto tra Enzo Ferrari e Tony Vandervell.
L'azienda di Vandervell era tra i fornitori tecnici della Scuderia Ferrari, particolarmente per la sua produzione di bronzine indiumizzate a guscio sottile. Il Drake non gradì l'impiego sportivo delle sue macchine sotto altro nome e, ancora meno, la partecipazione diretta di Vandervell alla neonata BRM. Per sottolineare il suo disappunto, durante una visita di Vandervell a Modena, lo lasciò per ore in sala d'attesa, dedicandosi invece alla caccia. Pare sia questo il motivo che spinse Vandervell a fondare la Vanwall, nell'intento di costruire automobili da competizione e gareggiare con le Ferrari.
Le prime Vanwall effettive, conosciute come "Vanwall Specials", furono costruite per i nuovi regolamenti della Formula 1 entrati in vigore nel 1955. Il telaio fu progettato da Owen Maddock e costruito dalla Cooper Car Company.
Il motore 2 litri fu progettato dall'ingegnere Leo Kuzmicki ed era essenzialmente costituito da 4 motori Norton monocilindrici da 500 cm³ fusi in una unità singola. Questa vettura corse con Peter Collins nel 1954 nei Gran Premi di Gran Bretagna e d'Italia ottenendo come miglior risultato un 7º posto sulla pista di Monza. Nel 1955 corse buona parte della stagione di Formula 1 ottenendo come miglior risultato il 9º posto nel Gran Premio di casa con Ken Wharton.
Alla fine della stagione 1955 fu chiaro che, mentre il motore era tutto sommato buono, era necessario il miglioramento del telaio.
Fu quindi suggerito a Vandervell di assumere Colin Chapman, un giovane emergente tra i designer del tempo, allo scopo di migliorare la propria auto.
Chapman sarebbe poi entrato nella storia dell'automobilismo con la fondazione della Lotus, scuderia che vinse 7 titoli mondiali.
La nuova auto progettata da Chapman (insieme con l'aerodinamico Frank Costin) debuttò nel 1956 vincendo a Silverstone una gara non valida per il campionato di Formula 1.
Stirling Moss portò l'auto alla vittoria con l'unico gettone per correre con la Vanwall, poiché sotto contratto con la Maserati.
Piloti di talento come Harry Schell e Maurice Trintignant corsero invece a tempo pieno per tutta la stagione. Nessuno ebbe molto successo, anche se la macchina mostrò evidenti potenzialità.
Con la macchina in pieno sviluppo e via via più competitiva, Moss decise di guidare per il team nel 1957. Fu raggiunto da due inglesi, Tony Brooks e Stuart Lewis-Evans. Nel 1957 la Vanwall divenne più veloce e più affidabile. Moss e Brooks condivisero la prima vittoria della Vanwall nel Gran Premio di Gran Bretagna ad Aintree e Moss vinse i due Gran Premi italiani, Pescara e Monza.
Alla fine del 1957, i combustibili a base di alcol furono vietati e sostituiti con benzina commerciale. Ciò causò problemi per Vanwall e BRM che richiedevano per i loro grandi motori metanolo per motivi di raffreddamento. La potenza scese da 290 HP a 7500 giri/min a 278 HP al banco. Inoltre per le gare si adottarono regimi lievemente inferiori (7200–7400 giri/min) e la potenza si riduceva a 255–262 HP. Tale situazione mise la Vanwall in difficoltà nei confronti del motore Ferrari Dino V6 che poteva contare su 286 HP a 8300 giri/min. Tuttavia la migliore tenuta di strada, il cambio a 5 marce e i freni a disco aiutarono la scuderia inglese a mantenere la superiorità per tutta la stagione.
Nella stagione 1958 la squadra piloti rimase immutata e Moss vinse in Olanda, Portogallo e Marocco mentre Brooks in Belgio, Germania e Italia. Così la Vanwall divenne la prima squadra a vincere il campionato costruttori, denominato allora "Coppa FIA Costruttori". Invece nel campionato piloti Stirling Moss fu battuto per un solo punto da Mike Hawthorn. Purtroppo il trionfo della scuderia fu rovinato nell'ultima gara in Marocco dal tragico incidente in cui perse la vita Lewis-Evans.
Il 1958 fu l'ultimo anno in cui la Vanwall corse tutta la stagione: problemi di salute costrinsero Vandervell ad abbandonare l'attività. Le ultime apparizioni si ebbero con Tony Brooks nei Gran Premi di Gran Bretagna 1959 e Francia 1960 ed entrambe le gare terminarono con un ritiro.
L'ultima Vanwall realizzata per le corse fu a motore posteriore da 3 litri per la Formula Intercontinental 1961. Pur mostrando buone premesse, lo sviluppo fu fermato subito, quando fu chiaro che la formula non avrebbe trovato successo in Europa.

## Principali piloti
- Stirling Moss (1957-1958): 15 GP, 6 vittorie[1]
- Tony Brooks (1957-1960): 18 GP, 4 vittorie[2]
- Stuart Lewis-Evans (1957-1958): 13 GP
- Harry Schell (1955-1956): 9 GP

## Risultati in Formula 1
| Anno | Vettura         | Motore  | Gomme | Piloti  |  |  |  |  |     |  |  |   |    |  |  | Punti | Pos. |
| ---- | --------------- | ------- | ----- | ------- |  |  |  |  | --- |  |  | - | -- |  |  | ----- | ---- |
| 1954 | Vanwall Special | Vanwall | P     | Collins |  |  |  |  | Rit |  |  | 7 | NP |  |  | -     |      |

| Anno | Vettura      | Motore  | Gomme | Piloti   |  |     |  |     |  |   |     |  |  |  |  | Punti | Pos. |
| ---- | ------------ | ------- | ----- | -------- |  | --- |  | --- |  | - | --- |  |  |  |  | ----- | ---- |
| 1955 | Vanwall VW55 | Vanwall | P     | Hawthorn |  | Rit |  | Rit |  |   |     |  |  |  |  | -     |      |
| 1955 | Vanwall VW55 | Vanwall | P     | Wharton  |  |     |  |     |  | 9 | Rit |  |  |  |  | -     |      |
| 1955 | Vanwall VW55 | Vanwall | P     | Schell   |  |     |  |     |  | 9 | Rit |  |  |  |  | -     |      |

| Anno | Vettura     | Motore  | Gomme | Piloti      |  |     |  |     |    |     |  |     |  |  |  | Punti | Pos. |
| ---- | ----------- | ------- | ----- | ----------- |  | --- |  | --- | -- | --- |  | --- |  |  |  | ----- | ---- |
| 1956 | Vanwall VW2 | Vanwall | P     | Schell      |  | Rit |  | 4   | 10 | Rit |  | Rit |  |  |  | -     |      |
| 1956 | Vanwall VW2 | Vanwall | P     | Trintignant |  | Rit |  | Rit |    | Rit |  | Rit |  |  |  | -     |      |
| 1956 | Vanwall VW2 | Vanwall | P     | Chapman     |  |     |  | NP  |    |     |  |     |  |  |  | -     |      |
| 1956 | Vanwall VW2 | Vanwall | P     | González    |  |     |  |     |    | Rit |  |     |  |  |  | -     |      |
| 1956 | Vanwall VW2 | Vanwall | P     | Taruffi     |  |     |  |     |    |     |  | Rit |  |  |  | -     |      |
| 1956 | Vanwall VW2 | Vanwall | P     | Hawthorn    |  |     |  |     | 10 |     |  |     |  |  |  | -     |      |

| Anno | Vettura     | Motore  | Gomme | Piloti      |  |     |  |     |   |     |     |     |  |  |  | Punti | Pos. |
| ---- | ----------- | ------- | ----- | ----------- |  | --- |  | --- | - | --- | --- | --- |  |  |  | ----- | ---- |
| 1957 | Vanwall VW5 | Vanwall | P     | Moss        |  | Rit |  |     | 1 | 5   | 1   | 1   |  |  |  | -     |      |
| 1957 | Vanwall VW5 | Vanwall | P     | Brooks      |  | 2   |  |     | 1 | 9   | Rit | 7   |  |  |  | -     |      |
| 1957 | Vanwall VW5 | Vanwall | P     | Salvadori   |  |     |  | Rit |   |     |     |     |  |  |  | -     |      |
| 1957 | Vanwall VW5 | Vanwall | P     | Lewis-Evans |  |     |  | Rit | 7 | Rit | 5   | Rit |  |  |  | -     |      |

| Anno | Vettura     | Motore  | Gomme | Piloti      |  |     |     |  |     |     |     |     |     |     |     | Punti   | Pos. |
| ---- | ----------- | ------- | ----- | ----------- |  | --- | --- |  | --- | --- | --- | --- | --- | --- | --- | ------- | ---- |
| 1958 | Vanwall VW5 | Vanwall | D     | Moss        |  | Rit | 1   |  | Rit | 2   | Rit | Rit | 1   | Rit | 1   | 48 (57) | 1º   |
| 1958 | Vanwall VW5 | Vanwall | D     | Brooks      |  | Rit | Rit |  | 1   | Rit | 7   | 1   | Rit | 1   | Rit | 48 (57) | 1º   |
| 1958 | Vanwall VW5 | Vanwall | D     | Lewis-Evans |  | Rit | Rit |  | 3   | Rit | 4   |     | 3   | Rit | Rit | 48 (57) | 1º   |

| Anno | Vettura       | Motore  | Gomme | Piloti |  |  |  |  |     |  |  |  |  |  |  | Punti | Pos. |
| ---- | ------------- | ------- | ----- | ------ |  |  |  |  | --- |  |  |  |  |  |  | ----- | ---- |
| 1959 | Vanwall VW 59 | Vanwall | D     | Brooks |  |  |  |  | Rit |  |  |  |  |  |  | 0     | -    |

| Anno | Vettura       | Motore  | Gomme | Piloti |  |  |  |  |  |     |  |  |  |  |  | Punti | Pos. |
| ---- | ------------- | ------- | ----- | ------ |  |  |  |  |  | --- |  |  |  |  |  | ----- | ---- |
| 1960 | Vanwall VW 11 | Vanwall | D     | Brooks |  |  |  |  |  | Rit |  |  |  |  |  | 0     | -    |

| Legenda | 1º posto     | 2º posto | 3º posto    | A punti         | Senza punti/Non class.  | Grassetto – Pole position Corsivo – Giro più veloce |
| Legenda | Squalificato | Ritirato | Non partito | Non qualificato | Solo prove/Terzo pilota | Grassetto – Pole position Corsivo – Giro più veloce |